# Danmark i olympiska vinterspelen 1960
Danmark deltog i olympiska vinterspelen 1960. Detta var Danmarks tredje olympiska vinterspel. Danmark skickade enbart Kurt Stille, 25 år, till spelen.

## Resultat

### Hastighetsåkning på skridskor
- 1 500 m herrar
  - Kurt Stille - 13
- 5 000 m herrar
  - Kurt Stille - 27
- 10 000 m herrar
  - Kurt Stille - 17